# Strip (chanson)
 (février 2012).
Si vous disposez d'ouvrages ou d'articles de référence ou si vous connaissez des sites web de qualité traitant du thème abordé ici, merci de compléter l'article en donnant les références utiles à sa vérifiabilité et en les liant à la section « Notes et références ».
Pour les articles homonymes, voir Strip (homonymie).
Singles de Chris Brown
Another Round
(2011) Why Stop Now
(2011)
Strip est une chanson du chanteur Chris Brown, en featuring avec le chanteur américain Kevin McCall. Il est annoncé comme single de la mixtape de Chris Boy In Detention et le 18 novembre 2011, comme un buzz single pour le cinquième album de Brown Fortune. Il a été écrit par Chris Brown et Kevin McCall, et a été produit par Tha Bizness. Strip est jusque-là classé dans l'US Billboard Hot 100 et dans le Hot R&B/Hip-Hop Songs.

## Historique
Strip a été écrit par Chris Brown et Kevin McCall, et a été produit par Tha Bizness.